# Codalet
Codalet – miejscowość i gmina we Francji, w regionie Oksytania, w departamencie Pireneje Wschodnie.
Według danych na rok 1990 gminę zamieszkiwało 329 osób, a gęstość zaludnienia wynosiła 118 osób/km² (wśród 1545 gmin Langwedocji-Roussillon Codalet plasuje się na 610. miejscu pod względem liczby ludności, natomiast pod względem powierzchni na miejscu 1094.). 

## Zabytki
Zabytki na terenie gminy posiadające status monument historique:
- opactwo św. Michała de Cuxa (Abbaye Saint-Michel de Cuxa)
- wieża i dawne mury obronne (Tour des anciens remparts de Codalet)

## Populacja

Populacja Codalet w latach 1962–2008